# Otto Neumann (Leichtathlet)
Rudolf Emil Otto Neumann (* 28. August 1902 in Karlsruhe; † 12. April 1990 in Heidelberg) war ein deutscher Leichtathlet.

## Leben
Neumann war ein Sohn des Apothekers Emil Neumann († 1907) und seiner Frau Franziska, geb. Geck, aus Karlsruhe. Er besuchte die Volksschule und das Humboldt-Realgymnasium in Karlsruhe. Am 18. März 1921 legte er das Abitur ab. Anschließend absolvierte er in Mannheim eine kaufmännische Ausbildung in einem Elektrotechnikunternehmen. 1925/26 immatrikulierte er sich an der Handelshochschule Mannheim und arbeitete nebenbei in einem Tiefbauunternehmen, um das Studium der Leibesübungen an der Deutschen Hochschule für Leibesübungen in Berlin zu finanzieren. 1929 legte er das akademische Turn- und Sportlehrerexamen an der Universität Berlin und zugleich die Diplomprüfung an der Deutschen Hochschule für Leibesübungen ab.

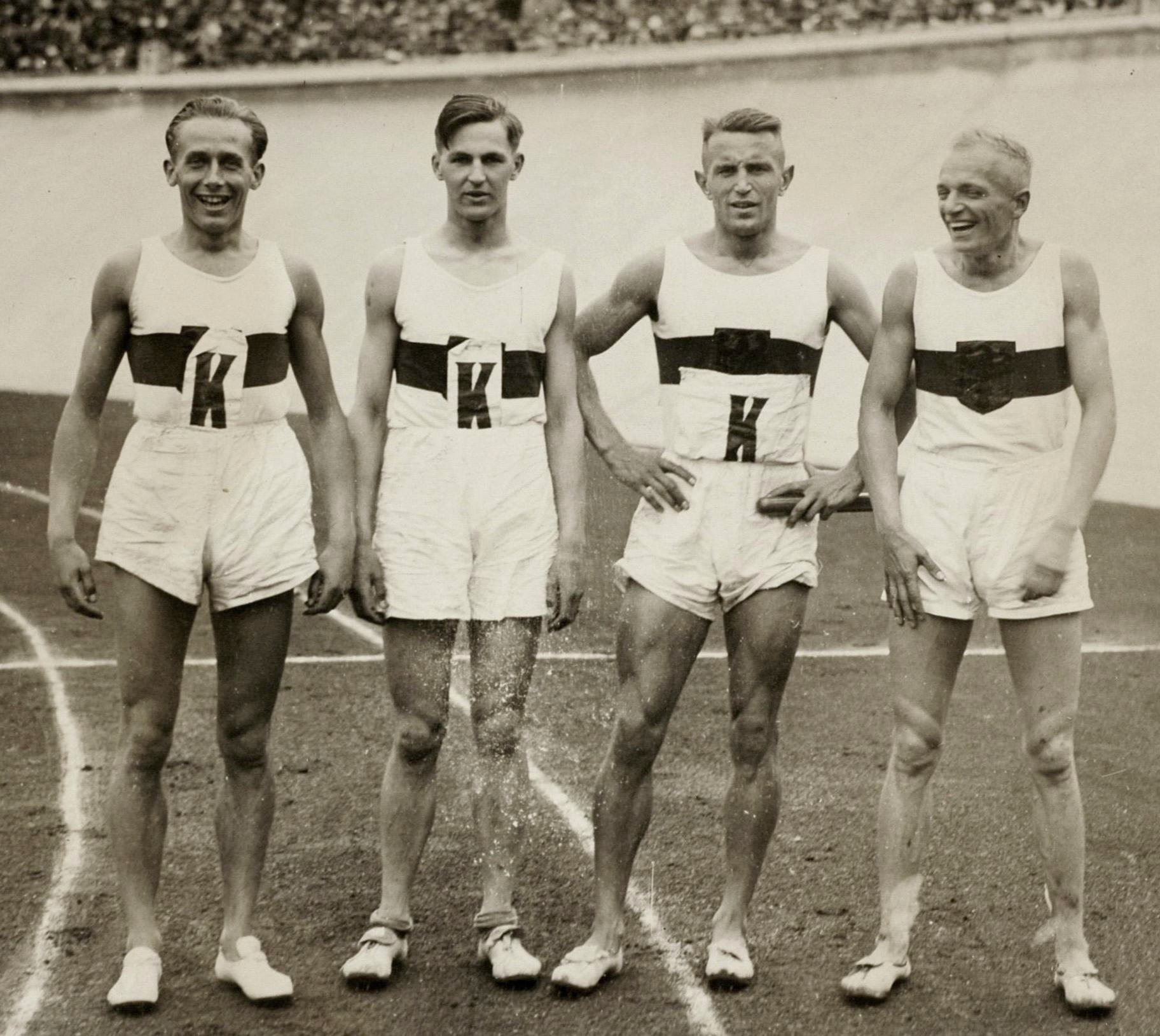
Deutsche Mannschaft in der 400-Meter-Staffel 1928

1922 und 1924 wurde Neumann für die MTG Mannheim startend Deutscher Meister über 400 Meter. 1927 gewann er den Titel mit der 4-mal-400-Meter-Staffel (Hübner, Erich Renell, Otto Neumann, Klähn) des DSC Berlin. Im Jahr darauf wurde er Deutscher Meister über 400 Meter Hürden und mit der 4-mal-400-Meter-Staffel (Otto Neumann, Herbert Böcher, Reinhold Schmidt, Hermann Engelhard) des SC Teutonia 99 Berlin.
Neumann wurde für die Olympischen Spiele 1928 in Amsterdam nominiert. Dort schied er im Einzel über 400 Meter im Zwischenlauf aus. Mit der deutschen 4-mal-400-Meter-Staffel (Otto Neumann, Werner Storz, Richard Krebs, Hermann Engelhard) jedoch, gewann er mit der europäischen Bestzeit von 3:14,8 min die Silbermedaille. Er hatte bei einer Größe von 1,78 m ein Wettkampfgewicht von 71 kg.
1936 wurde Neumann bei Paul Schmitthenner am „Kriegsgeschichtlichen Seminar“ der Universität Heidelberg mit der Arbeit Der Wehrgedanke in der Geschichte der deutschen Leibesübungen promoviert und zum Honorarprofessor für Leibesübungen ernannt. Von 1938 bis 1940 trainierte er den SV Waldhof Mannheim und erreichte mit der Mannschaft 1939 das Pokalfinale. 1950 initiierte er die Gründung der Basketball-Abteilung des USC Heidelberg. Von 1955 bis 1957 war er Vorsitzender der Vereinigung alter Leichtathleten, dem Zusammenschluss der Deutschen Meister.
Seine Söhne Fritz und Hannes wurden mit der Herrenmannschaft des USC deutscher Basketball-Meister.

## Ehrungen
- Carl-Diem-Plakette des Deutschen Sportbundes (1955)
- Bundesverdienstkreuz 1. Klasse (5. August 1982)[2]